# Pteris atrovirens
Pteris atrovirens är en kantbräkenväxtart som beskrevs av Carl Ludwig Willdenow. Pteris atrovirens ingår i släktet Pteris och familjen Pteridaceae. Utöver nominatformen finns också underarten P. a. laevicosta.